# Treulich geführt

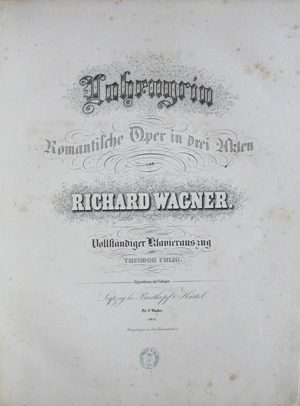
Deckblatt eines Klavierauszugs der Oper Lohengrin

Treulich geführt ist der Gesang, unter dem das frisch vermählte Paar Elsa und Lohengrin aus der gleichnamigen Oper Richard Wagners zu Beginn des dritten und letzten Aufzuges in das Brautgemach einziehen. Heute wird er als einer der beiden berühmten Hochzeitsmärsche gerne zu Beginn einer Hochzeit, meist auf der Orgel, gespielt.
In der Oper ist die Hochzeitsnacht von Elsa und Lohengrin der Anfang vom Ende ihrer Beziehung, wohingegen bei Hochzeiten lediglich das positiv konnotierte Moment des Chores wahrgenommen wird.

## Text und Regieanweisungen
(Die einleitende Musik schildert das prächtige Rauschen des Hochzeitsfestes. Als der Vorhang aufgeht, stellt die Bühne das Brautgemach dar, in der Mitte des Hintergrundes das reich geschmückte Brautbett; an einem offenen Erkerfenster ein niedriges Ruhebett. Musik hinter der Bühne; der Gesang ist erst entfernt, dann näher kommend. In der Mitte des Liedes werden rechts und links im Hintergrunde Türen geöffnet; rechts treten Frauen auf, welche Elsa, links die Männer mit dem Könige, welche Lohengrin geleiten. Edelknaben mit Lichtern voraus)
Brautlied (der Männer und Frauen)
Treulich geführt ziehet dahin,
wo euch der Segen der Liebe bewahr’!
Siegreicher Mut, Minnegewinn
eint euch in Treue zum seligsten Paar.
Streiter der Tugend, schreite voran!
Zierde der Jugend, schreite voran!
Rauschen des Festes seid nun entronnen,
Wonne des Herzens sei euch gewonnen!
(Hier werden die Türen geöffnet)
Duftender Raum, zur Liebe geschmückt,
nehm’ euch nun auf, dem Glanze entrückt.
Treulich geführt ziehet nun ein,
wo euch der Segen der Liebe bewahr’!
Siegreicher Mut, Minne so rein
eint euch in Treue zum seligsten Paar.
(Als die beiden Züge in der Mitte der Bühne sich begegneten, ist Elsa von den Frauen Lohengrin zugeführt worden; sie umfassen sich und bleiben in der Mitte stehen. Edelknaben entkleiden Lohengrin des reichen Obergewandes, gürten ihm das Schwert ab und legen dieses am Ruhebette nieder; Frauen entkleiden Elsa ebenfalls ihres kostbaren Obergewandes)
(Acht Frauen umschreiten währenddessen langsam Lohengrin und Elsa)
Acht Frauen (nach dem Umschreiten)
Wie Gott euch selig weihte, zu Freude weihn euch wir.
(Sie halten einen zweiten Umgang)
In Liebesglücks Geleite denkt lang’ der Stunde hier!
(Der König umarmt und segnet Lohengrin und Elsa)
(Die Edelknaben mahnen zum Aufbruch. Die Züge ordnen sich wieder, und während des Folgenden schreiten sie an den Neuvermählten vorüber, so dass die Männer rechts, die Frauen links das Gemach verlassen)
Brautlied (gesungen während des Fortgehens)
Treulich bewacht bleibet zurück,
wo euch der Segen der Liebe bewahr’!
Siegreicher Mut, Minne und Glück
eint euch in Treue zum seligsten Paar.
Streiter der Tugend, bleibe daheim!
Zierde der Jugend, bleibe daheim!
Rauschen des Festes seid nun entronnen,
Wonne des Herzens sei euch gewonnen!
Duftender Raum, zur Liebe geschmückt,
nahm euch nun auf, dem Glanze entrückt.
(Hier haben die Züge die Bühne gänzlich verlassen; die Türen werden von den letzten Knaben geschlossen. In immer weiterer Ferne verhallt der Gesang)
Treulich bewacht bleibet zurück,
wo euch der Segen der Liebe bewahr’!
Siegreicher Mut, Minne und Glück
eint euch in Treue zum seligsten Paar.
(Elsa ist, als die Züge das Gemach verlassen haben; wie überselig Lohengrin an die Brust gesunken. Lohengrin setzt sich, während der Gesang verhallt, auf einem Ruhebett am Erkerfenster nieder, indem er Elsa sanft nach sich zieht)